# Allard Oosterhuis
Allard Lambertus Oosterhuis (Delfzijl, 22 juli 1902 – Killiney (Ierland), 1 januari 1967) was een Nederlandse verzetsstrijder tijdens de Tweede Wereldoorlog.
Oosterhuis was de zoon van Gerrit Oosterhuis (1868-1922) en Eiske Oosterhuis-van Zalen (1864-1938). Hij ging in 1922 in Amsterdam geneeskunde studeren en vestigde zich na zijn studie als huisarts in Delfzijl. Hij trouwde met Stientje Mensinga uit Appingedam en kreeg drie dochters.

## Verzet
Hij was de leider van verzetsgroep 't Zwaantje uit Delfzijl. De naam 't Zwaantje komt van café "De Witte Zwaan" waar Allard Oosterhuis regelmatig kwam. De naam Zwaantje gebruikte hij ook veelvuldig als codenaam in de illegale documentatie die hij verstuurde.
Dankzij zijn werk als reder, met zijn schepen de "Cascade" en de "Libelle", kon hij voor zijn verzetsactiviteiten een smokkellijn opzetten tussen de haven van Delfzijl en het Zweedse Stockholm, waartoe hij onder andere samenwerkte met de fabrikant D. Boerema en de coaster-kapitein Harry Roossien.
Deze lijn werd ook wel "De Zweedse Weg" genoemd. Op deze wijze verlieten mensen en spionagemateriaal het bezette Nederland en werden radiozenders, persoonsbewijzen, foto's van de koningin en geld voor het verzet aan boord van schepen het land binnengesmokkeld.
In de loop van 1942 legde de Nederlandse consul-generaal in Stockholm, A.M. de Jong, contact met Oosterhuis om ook spionage-gegevens het land uit te smokkelen. Uiteraard konden die gegevens zelden actueel zijn, maar alles was beter dan niets. Het grote voordeel was dat er via Stockholm contact mogelijk was van weerskanten.
Het lukte Oosterhuis rechtstreeks van de Engelse Secret Intelligence Service (SIS) een radiozender te verkrijgen (overigens duurde het vele maanden voordat die verbinding echt werkte). Daarmee was hij de vernieuwde Ordedienst (OD), onder leiding van jhr. Pieter Jacob Six, voor. Die moest nu via Oosterhuis zijn zender contact met Londen zien te leggen. Enkele andere spionagegroepen, waaronder die van Kees Dutilh wisten eveneens via Oosterhuis berichten naar Londen te verzenden.
Begin juli 1943 kwam Oosterhuis in contact met de agent Garrelt van Borssum Buisman. Van Borssum Buisman was de organisator en de leider van de Zendgroep Barbara. Van Borssum Buisman was door het Bureau Inlichtingen (BI) in Londen boven bezet Nederland geparachuteerd. Hij had van de Nederlandse regering in Londen opdracht gekregen om de contacten met de Ordedienst, die in de loop der tijd waren verwaterd, aan te halen en te verbeteren. Oosterhuis bracht Van Borssum Buisman in contact met jhr. Pieter Jacob Six, de chef staf van de Ordedienst. Toen Van Borssum Buisman door Six op zijn betrouwbaarheid was gescreend werden door Six twee medewerkers van de staf van de OD aangewezen om samen te werken met de telegrafisten van de Zendgroep Barbara. Deze medewerkers waren Chris Tonnet en Gerben Sonderman. De samenwerking zou in de praktijk bestaan uit het aanleveren van militaire en economische inlichtingen. Deze inlichtingen werden gecodeerd en door de telegrafisten naar het BI en de Nederlandse regering in Londen doorgeseind. Dankzij de inspanningen en ondersteuning  van Oosterhuis en Tonnet kwam de zendgroep in korte tijd van de grond. Ook de verzetsgroep van Oosterhuis kreeg via een telegrafist van de Zendgroep Barbara een vast radiocontact met het BI en de Nederlandse regering in Londen. De start van de Zendgroep Barbara leidde tot de hernieuwde opbouw van de in het slop geraakte inlichtingendienst van de OD.
Op 21 juli 1943 rolde de Sicherheitsdienst (SD) de verzetsgroep na verraad op. Het verraad kwam tot stand doordat V-mann Anton van der Waals binnen de inlichtingengroep Dienst Wim en daarbij de verzetsgroep van Oosterhuis was geïnfiltreerd. Ondanks een collectief doodvonnis op 23 juni 1944 wisten de meeste verzetsmensen van Dienst Wim de oorlog in Duitse gevangenschap te overleven. Ze werden in april 1945 in Duitsland bevrijd. 

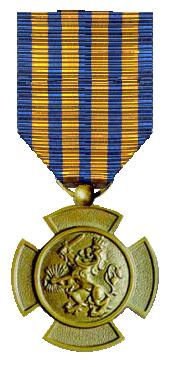

In 1953 ontving Oosterhuis de Bronzen Leeuw voor getoonde moed en beleidvol optreden tegen de bezetter tijdens de Tweede Wereldoorlog.

## Na de oorlog
Na de oorlog gaf Oosterhuis om gezondheidsredenen het beroep van huisarts op en legde zich geheel toe op de rederij met zijn schip "MS Stientje Mensinga", een verbouwd landingsvoertuig uit 1943. In 1961 strandde het schip tijdens een zware storm op de Ierse kust bij Erritshead. Op 2 november 1956 vestigde hij zich voorgoed in Ierland. Na zijn overlijden kwam zijn vrouw weer naar Nederland. Zij overleed in Bergen (Noord-Holland). Beiden werden in Delfzijl begraven.
In 1970 werd ter nagedachtenis aan de verzetsgroep het verzetsmonument 't Zwaantje' in Delfzijl onthuld.